# Sijua
Sijua é uma vila no distrito de Dhanbad, no estado indiano de Jharkhand.

## Geografia
Sijua está localizada a 23° 47′ N, 86° 19′ L. Tem uma altitude média de 181 metros (593 pés).

## Demografia
Segundo o censo de 2001, Sijua tinha uma população de 29797 habitantes. Os indivíduos do sexo masculino constituem 54% da população e os do sexo feminino 46%. Sijua tem uma taxa de literacia de 62%, superior à média nacional de 59,5%. A literacia no sexo masculino é de 71% e no sexo feminino é de 50%. Em Sijua, 14% da população está abaixo dos 6 anos de idade.